# Orthographe des langues de Zambie
L’Orthographe des langues de Zambie est un ensemble de règles orthographiques, pour le bemba, le kaonde, le lozi, le lunda, le luvale, le nyanja, le tonga. Certaines règles varient entre les langues, elles n’ont pas été conçues afin d’être uniformes mais pour répondre aux besoins de chaque langue et ont été regroupées par la suite.

## Règles

### Voyelles
| Voyelles      | Voyelles | Voyelles | Voyelles | Voyelles |
| ------------- | -------- | -------- | -------- | -------- |
| i             | i        |          | u        | u        |
| e             | e        |          | o        | o        |
|               |          | a        |          |          |
| Semi-voyelles |          |          |          |          |
| y             | y        |          | w        | w        |

Les lettres a, e, i, o, et u sont utilisées. Les voyelles longues sont notées par un doublement de la lettre (à l’exception du luvale où la quantité vocalique n’a pas d’importance).

### Semi-voyelles
Les semi-voyelles sont notées avec les lettes Y, et W.

### Consonnes
| valeur phonétique | bemba     | kaonda | lozi      | lunda | luvale | nyanja    | tonga     |
| ----------------- | --------- | ------ | --------- | ----- | ------ | --------- | --------- |
| /β/               | b         | b      | b         | b     | (v)    | ŵ         | b         |
| /b/               | -         | -      | -         | -     | -      | b         | bb        |
| /t͡ʃ/              | c (ou ch) | ch     | c (ou ch) | ch    | ch     | c         | cc (ou c) |
| /t͡ʃʰ/             | -         | -      | -         | -     | -      | ch        | -         |
| /d/               | d         | d      | d         | d     | d      | d         | d         |
| /f/               | f         | f      | f         | f     | f      | f (ou pf) | f         |
| /ɣ/               | -         | -      | -         | -     | -      | -         | k         |
| /g/               | g         | g      | g         | g     | g      | g         | g         |
| /h/               | -         | h      | h         | h     | h      | h         | h         |
| /ɦ/               | -         | -      | -         | -     | -      | -         | hh        |
| /ʒ/               | j         | j      | j         | j     | j      | j         | j         |
| /k/               | k         | k      | k         | k     | k      | k         | kk        |
| /kʰ/              | -         | -      | -         | -     | kh     | kh        | -         |
| /l/               | l         | l      | l         | l     | l      | l (ou r)  | l         |
| /m/               | m         | m      | m         | m     | m      | m         | m         |
| /n/               | n         | n      | n         | n     | n      | n         | n         |
| /ŋ/               | ŋ         | ñ      | ñ         | ñ     | -      | ngʼ       | ŋ         |
| /p/               | p         | p      | p         | p     | p      | p         | p         |
| /pʰ/              | -         | -      | -         | -     | ph     | ph        | -         |
| /s/               | s         | s      | s         | s     | s      | s (ou ts) | s         |
| /ʃ/               | sh        | sh     | sh        | sh    | sh     | -         | sh        |
| /t/               | t         | t      | t         | t     | t      | t         | t         |
| /tʰ/              | -         | -      | -         | -     | th     | th        | -         |
| /v/               | -         | v      | -         | v     | v      | v (ou bv) | v         |
| /w/               | w         | w      | w         | w     | w      | w         | w         |
| /j/               | y         | y      | y         | y     | y      | y         | y         |
| /z/               | -         | z      | z         | z     | z      | z (ou dz) | z         |
| /ʝ/               | -         | zh     | -         | zh    | j      | -         | -         |